# Теурния
Теурния (на латински: Teurnia); по-късно Тибурния (на латински: Tiburnia) е римски град в днешна западна Каринтия, Австрия. В късната античност е също и епископски престол, а към края на Римската империя се споменава като столица на провинция Норик Средиземноморска. Днес Тибурния е титулярен престол на католическата църква.

## История
Античният град Теурния е разположен на горист хълм в района на село Свети Петър в Холце в община Лендорф в долината Лурнфелд, на четири километра западно от Шпитал ан дер Драу (австрийска Горна Каринтия). Още към 1100 г. пр.н.е. на хълма Холцерберг е съществувало селище, което може би също е било и центъра на келтския народ таурики. В периода до 50 г. Теурния се превръща в римски град: с форум, пазарна базилика, храм на капитолия на града, терми (обществени бани), тераси и храмове, посветен на Грану – келтския аналог на Ескулап, бога на медицината и изцелението. Обикновено старите селища, разположени на хълм, са били премествани от римляните в съседни долини.
Теурния е едно от най-големите селища в цялата провинция Норик – неговото население достига до 30 000 души. Към края на съществуването на Римската империя, населението на града намалява: хората започват да напускат жилищните тераси; а склоновете, които вече не са подходящи за селско стопанство, започват да се използват за пасища. Материалите от изоставените жилища са използвани при изграждането на стените, заобикалящи хълма.

## Църковна история
Към 4 век Теурния вече е християнски град, който става епископски престол преди разрушаването на селището през 610 г. От биографията на Северин, написана от Евгипий през 511 г., е установено, че Северин, „апостол на Норикум“, поддържа връзка с епископа на Теурния на име Паулин. Изказано е предположение, че Паулин, който пише „увещателни писма“ на жителите на общината, е бил митрополит-архиепископ на провинцията. Последното споменаване на града и епархията Тибурния е в писмо от 591 г.

## Разкопки
Още през средновековието хълмът Холцерберг е място, известно със своите многобройни антични находки. Интересът към артефактите от времето на Римската империя постепенно нараства – както по време, така и след Ренесанса. Но едва преди няколко века по-късно останките са идентифицирани като града Теурния, известен от античните източници. Професионалните разкопки започват със случайно откритие на „гробищна църква“ през 1908 г. Нейните мозайки и базилика са запазени почти напълно: в дванадесетте мозайки са представени християнски, митологични и библейски сюжети, а също и името на един от дарителите.
През 1984 г. е раззкопана църква от времето раннохристиянската епископия, която днес е запазена под специален покрив, но е отворена за посетители. Стените на храма, покрити с рисунки, са запазени до височина от непълни два метра. Разкопки са извършени и по южната страна на църквата: тук са открити мраморни плочи и части от кръста. Днес е известно, че епископската църква е построена в началото на 5 век, а век по-късно, след пожар, нанесъл сериозни щети, тя е възстановена вече като базилика – с три нефа и три апсиди.

## Музей
В резултат от разкопките в съседното село се появява римски музей, чиято колекция представя множество артефакти, открити в района на Теурния (мраморни скулптури, надписи, накити, оръжия, сечива, монети и др.). Музеят е предназначен за провеждане на редица образователни програми в региона, и дава информация за културните и исторически аспекти на римското общество, ежедневието и изкуството на римляните и на келтите. В близост до него са запазени останки от римска градска вила. Археологическите проучвания на местността продължават: в непосредствена близост до църквата е открита епископската резиденция за гости. За нейна защита и дългосрочно съхранение тя отново е покрита с почва.
Интерес също така представлява и най-старата от известните към днешна дата епископска църква в Австрия, която е „специално доказателство“ за ранното християнство в страната и региона като цяло. Има предложение за включването ѝ в списъка на световното наследство на ЮНЕСКО.
Музеят има две спонсорски асоциации: „Приятели на Теурния“ и „Попечители на Теурния“ – поддържащи археологическите изследвания и музейни мероприятия, съответно от 1970 и 1986 г. Туристическите ескурзии за групи са с минимум от 10 души и могат да се организират по всяко време (след запитване).